# Tibbitt Lake
Tibbitt Lake är en sjö i Kanada.   Den ligger i territoriet Northwest Territories, i den centrala delen av landet, 3 000 km nordväst om huvudstaden Ottawa. Tibbitt Lake ligger 247 meter över havet. Arean är 0,34 kvadratkilometer. Den ligger vid sjöarna  Peninsula Lake och Terry Lake. Den sträcker sig 1,9 kilometer i nord-sydlig riktning, och 0,3 kilometer i öst-västlig riktning.
Trakten runt Tibbitt Lake är nära nog obefolkad, med mindre än två invånare per kvadratkilometer.